# Microregione di Viçosa
Viçosa è una microregione del Minas Gerais in Brasile, appartenente alla mesoregione di Zona da Mata.

## Comuni
È suddivisa in 20 comuni:
- Alto Rio Doce
- Amparo do Serra
- Araponga
- Brás Pires
- Cajuri
- Canaã
- Cipotânea
- Coimbra
- Ervália
- Lamim
- Paula Cândido
- Pedra do Anta
- Piranga
- Porto Firme
- Presidente Bernardes
- Rio Espera
- São Miguel do Anta
- Senhora de Oliveira
- Teixeiras
- Viçosa